# Cabañas Raras
Cabañas Raras település Spanyolországban, León tartományban. Lakosainak száma 1302 fő (2024).

## Földrajza
Cabañas Raras Ponferrada, Camponaraya, Arganza, Sancedo és Cubillos del Sil községekkel határos.

## Népesség
A település lakosságának változását az alábbi diagram mutatja:
| Lakosok száma | 1316 | 1213 | 1224 | 1321 | 1316 | 1326 | 1337 | 1356 | 1339 | 1302 |
|               | 2001 | 2004 | 2007 | 2009 | 2012 | 2014 | 2017 | 2019 | 2022 | 2024 |